# How You Love Me Now
"How You Love Me Now" es el segundo sencillo de la banna estadounidense de Pop Punk Hey Monday, perteneciente a su álbum debut Hold on Tight.

## Vídeo Musical
El video musical de esta canción trata sobre que los integrantes de la banda son camareros de unos "chicos mimados" ( ricos ). Pero luego de hacer varias competencias, en la que los de la banda ganan todas, dejando a los otros en ridículo.
- Datos: Q5918289